# Noč' (singolo)
Noč' è un singolo del cantautore russo Nikolaj Noskov, pubblicato nel 2012 come primo estratto dal settimo album in studio Bez nazvanija. Il brano è stato scritto dal poeta Vladimir Vladimirovič Majakovskij.